# Сейсмічність Фінляндії
Сейсмічність Фінляндії — характеризується помірною (пасивною) інтенсивністю, відповідно в межах території країни не спостерігаються досить часті та потужні землетруси.

## Загальна характеристика
За характером сейсмічності територія Фінляндії належить до пасивних континентальних окраїн. Головну тектонічну роль відіграє Балтійський кристалічний щит, що має блокову будову і який охоплює велику площу Скандинавського і Кольського півостровів, Фінляндію і Карелію. Він протистоїть руху літосферних плит на північ у результаті субдукції Африканської плити під Європейську. По краях щита існують численні розломи, з якими пов'язані мілкофокусні землетруси, Епіцентри яких утворюють сейсмічний пояс уздовж північних берегів Скандинавського півострова. Виділяється сейсмічна розломна зона вздовж північного берега Балтійського моря і Ботнічної затоки, з продовженням до Кандалакської губи Кольського півострова.

## Землетруси у минулі століття
У XX ст. у Фінляндії було зафіксовано декілька відчутних землетрусів, в тому числі:
- 10 квітня 1902 року, Каяані, магнітуда — 5,1 M ww, інтенсивність — 6 балів;
- 16 листопада 1931 року, Ювяскюля (Зах. Фінляндія), магнітуда — 4,6 M ww, інтенсивність — 6 балів;
- 24 грудня 1956 року, Пудас'ярві (Півн. Фінляндія), інтенсивність — 6 балів, епіцентральна еліптична область розмірами 130х65 км,  площа, охоплена струсами, склала 75 тис. км²;
- 1 серпня 1963 року, Варкаус (Півн. Савонія), магнітуда — 4,0 M ww, інтенсивність — 6 балів;
- 20 березня 1965 року, Пелкосенніемі (Лапландія), магнітуда — 4,2 M ww, інтенсивність — 5 балів, глибина вогнища — 5 км;
- 21 червня 1975 року, Куусамо (Півн. Пог'янмаа), магнітуда — 3,5 M ww, інтенсивність — 6 балів.

## Землетруси XXI століття

### 2022
22 липня 2022 року, о 07:03 (за місцевим часом), у Фінляндії стався відносно сильний (шкалою інтенсивності МSK-64) землетрус. За даними Інституту сейсмології Гельсінського університету, епіцентр землетрусу знаходився поблизу Гетти, муніципального центру Енонтекійо в Лапландії. 

### 2024
2 травня 2024 року, близько 06:00 (за місцевим часом), у центральній частині Фінляндії стався ледве відчутний (за шкалою інтенсивності МSK-64) землетрус. В Інституті сейсмології Гельсінського університету повідомили, що підземні поштовхи магнітудою 2 бали за шкалою Ріхтера сталися в Куусамо, що розташований у центрально-східній частині країни біля кордону з Росією.